# Mata da Rainha
 (août 2018).
Si vous disposez d'ouvrages ou d'articles de référence ou si vous connaissez des sites web de qualité traitant du thème abordé ici, merci de compléter l'article en donnant les références utiles à sa vérifiabilité et en les liant à la section « Notes et références ».
Mata da Rainha est un village portugais de la commune de Fundão.

## Géographie
Sa superficie est de 18,33 km2 pour 148 habitants (2016), ce qui représente une densité de 8,1 hab/km2.

## Patrimoine
- Statue de Anjo da Garda
- Plusieurs fontaines à eaux
- Fontaines romaines
- L’église
- Cloches de l'église
- Statue de la Vierge Marie
- Cabeço do Padre (Tête du prêtre)
- Ancienne mine
- Cimetière